# هايدكي كيكوتشي
هايدكي كيكوتشي (باليابانية: 菊地栄樹؛ بالكانا: きくち ひでき) هو نبال ياباني، ولد في 27 يناير 1986 في هيروشيما في اليابان.

## وصلات خارجية
- هايدكي كيكوتشي على موقع الاتحاد الدولي للرماية بالسهام (الإنجليزية)
- هايدكي كيكوتشي على موقع أوليمبيديا (الإنجليزية)